# Жабљи раставић
Жабљи раставић (лат. Equisetum palustre) врста је биљке из фамилије раставића Equisetophyta (Equisetaceae). Жабљи раставић је још познат и као мочварна или жабља преслица. Осим уз мочваре, ова зељаста биљка расте на влажним ливадама и пашњацима.

## Опис
За ове биљке је карактеристично присуство разгранатих изданака састављених из чланака и чворова са пршљенасто распоређеним листовима. По томе се разликују од других биљака и донекле личе на алге-харе или голосеменице као што је ефедра.
Из пузавог, дихотомо (рачвасто) разгранатог ризома, развијају се истовремено и фертилни и стерилни надземни изданци, једноставни или разгранати, изразито чланковити и до пола метра високи. На себи имају до 10 или 12 уздужних бразди између којих су глатка или сасвим мало храпава ребра. С обзиром да се истовремено јављају и фертилна и стерилна стабла, ова врста припада групи aestivalia, а сама појава се назива диморфизам. Стабло је у центру шупље, а та централна шупљина је мања од половине пречника стабла. Гранање је, ако га има, пршљенасто, а гране су најчешће вертикалне. Рукавци су зелени, према горе раширени и са зупцима, којих може бити до 6 и имају црни врх. На врху стабла је мркоцрн спороносни клас дуг до 30cm и округластог облика. Ови класови се могу јавити и на врховима бочних грана. Спороноси од јуна до септембра.
Стерилни и фертилни изданци су једнаки и истовремено се развијају. Високи су 10-60 cm и 1-3 mm у пречнику, једностсвни или чешће слабо разгранати. На стаблима се налази 6—10 уздужних бразда, између којих су глатка или мало храпава ребра. Средишња шупљина је мања од половине пречника стаба. Охреа зелена, број зубаца исти као број ребара, зелене боје са црнкастим врхом и широким сувокожастим ободом, за трећину краћи од осталог дела рукавца. Гранчице су му обично уперене ка врху, ређе раширене и надоле повијене, најчешће за 5 ребара. Спороносни клас је мркоцрн, дуг 10 - 30 mm.
Јавља се од јуна до септембра, на влажним и мочварним ливадама, на забареним односно тресетним стаништима, као и у влажним шумским фитоценозама.

## Распрострањеност
Насељава умерена и хладна подручја Европе, Азије и Северне Америке. Заступљен је у свим државама Балканског полуострва.

## Отровност
Токсичност ове биљке потиче од тритерпенског сапонина еквизетонина (кога може бити до 5%) и аконитинске киселине. Присутни су и алкалоиди никотин, еквизетин (палустрин) и 3-метоксипиридин. Садржи и флавоноиде као што је еквизетрин. Доказан је и један присутни антивитамински фактор који у телу животиња доводи до дефицита витамина Б1.
Ова биљка је веома отровна за стоку, како у свежем стању, тако и у сену. У сену је опаснија, јер приликом испаше стока избегава ову биљку због грубе и оштре стабљике (због присуства силицијум-диоксида). Код стоке се јављају нервне сметње и нагло опадање млечности. Код коња делује кумулативно, након дужег времена и тада животиња има поремећај у кретању. Ефекат тровања се ублажава давањем животињи овса и квасца, јер су богати витамином Б1.

## Галерија
- Жабљи раставић у природном резервату у близини Јене, Немачка
- Жабљи раставић (Equisetum palustre) око Бресничке реке (југоисточна Србија)
- Жабљи раставић (Equisetum palustre) око Бресничке реке (југоисточна Србија)
- Спороносни клас жабљег раставића
- Стабљика жабљег раставића
- Попречни пресек стабљике